# Туше Балтов
Петър (Ту̀ше) Иванов Балтов е български учител и революционер, деец на Вътрешната македоно-одринска революционна организация.

## Биография
Роден е около 1859 година или около 1871 година в южномакедонския български град Кукуш, тогава в Османската империя, днес Килкис, Гърция, както сам казва от родители българи - Иван Митров Балтов и Катерина Иванова Балтова.
В 1897 година като учител в кукушкото село Ираклия се присъединява към ВМОРО и действа като легален деец до 1899 година, когато става нелегален и влиза в четата на Христо Чернопеев. В 1902 година за шест месеца е в четата на Коце Пейков, а след това до 1904 година отново е четник на Чернопеев. С Чернопеевата чета се сражава при Железница, Плачковица, Готен, село Гарван. В сражението на Плачковица в 1902 година е ранен. През Илинденско-Преображенското въстание е войвода на отряд от 20 души от четата на Чернопеев.
Другар е на Стефан Мандалов. Участва в сборната чета на Кръстьо Асенов.
В 1904 година след общата амнистия се легализира и действа като легален деец на ВМОРО до 1907 година. В 1904 година се провежда околийски конгрес в Кукуш край Арджанското езеро, на който е избрано ново ръководство на Кукушката революционна околия. На конгреса са избрани и две околийски съдилища. Първият район включва западната част на града и селата, които се намират на запад от Кукуш. Вторият район обхваща източната част на Кукуш и всички села в Карадаг. Избраните членове на съдилището на втория район са Туше Балтов, Туше Чичиклиев и Тено Гошев Овчаров. Направен е и устав как да се водят делата. По нареждане на Туше Балтов уставът е преписан, след което самият Балтов го изпраща по всички села и махали. От 1905 до 1907 година е в ръководното тяло на Организацията в Кукуш. Към 1906/1907 година е учител в Кукуш.
В 1907 година е арестуван за революционна дейност и е осъден на доживотен затвор. Освободен е на следната 1908 година след Младотурската революция. Учителства в селата Драгомирци и Гърбашел, като продължава да се занимава с революционна дейност.
При избухването на Балканската война в 1912 година се присъединява към четата на Тодор Александров. Служи и в четата на Георги Мончев и в Сборната партизанска рота на Македоно-одринското опълчение.
На 31 март 1943 година, като жител на София, подава молба за българска народна пенсия, която е одобрена и отпусната от Министерския съвет на Царство България.